# Jakub Ignacy Łaszczyński
Jakub Ignacy Łaszczyński (ur. 24 lipca 1791 w Poznaniu, zm. 18 września 1865 w Warszawie) – prezydent Warszawy, gubernator, tajny radca, członek Rady Stanu Królestwa Kongresowego, członek Towarzystwa Rolniczego w Królestwie Polskim w 1858 roku.

## Życiorys
Od 1807 był związany z administracją Księstwa Warszawskiego, a później Królestwa Polskiego. W latach 1831–1837 był prezydentem Warszawy. Od 1840 do 1845 był gubernatorem cywilnym Guberni Mazowieckiej, a następnie – do 1864 – był gubernatorem cywilnym Guberni Warszawskiej. Pochowany w kościele w Starych Babicach wraz z żoną Florentyną ze Znamierowskich Łaszczyńską (zm. 1841).